# Герц, Мартин
Мартин Герц (1818—1895) — немецкий филолог.

## Биография
Был профессором в Грейфсвальде и Бреславле. Издал Авла Геллия, с критическими комментариями («Opuscula Gelliana», Берлин, 1882), Т. Ливия (Лейпциг, 1857—1864) и грамматику Присциана с комментариями (т. 1858—1859).
Член-корреспондент СПбАН c 09.12.1888 — по историко-филологическому отделению (разряд классической филологии и археологии).

## Труды
- «Ein philologisch-klinischer Streifzug» (Берлин, 1849);
- «Renaissance und Rokoko in der römischen Literatur» (Берлин, 1855)
- . По случаю 70-летия дня рождения Герца бывшие его ученики издали «Philologische Abhandlungen» (Берл., 1888).